# Stella Maris (attrice italiana)
Stella Maris, pseudonimo di Ilvea Benatti (Milano, 26 gennaio 1922 – 2 marzo 2018), è stata un'attrice italiana.

## Biografia
Nota principalmente come caratterista, iniziò la propria carriera negli anni cinquanta a fianco di Walter Chiari nella platea del teatro Duse di Bergamo. Successivamente, entrò a far parte della compagnia teatrale di Febo Conti, lavorando poi anche con Carlo Dapporto. Sin dagli anni ottanta prese poi parte a varie produzioni televisive come Casa Vianello e Ciro, il figlio di Target. Ha interpretato nel 1999 la suocera di Francesco Paolantoni nel film della Gialappa's Band Tutti gli uomini del deficiente.
Il suo nome ha raggiunto una certa popolarità nel 2011 con il personaggio di Nonna Lea in una serie di video di marketing virale per il portale immobiliare Casa.it. Protagonista dei video in questione una simpatica vecchietta (interpretata appunto da Stella Maris) che offre consigli domestici in un improbabile slang milanese e giovanile.
Ha avuto un piccolo ruolo nel film Benvenuti al Nord, nei panni della vicina di casa di Alberto Colombo.
Fra le sue altre partecipazioni, alcuni episodi dei Fratelli Benvenuti, Striscia la notizia (in alcuni servizi sulla sicurezza in casa), la presenza fissa ne L'almanacco del Gene Gnocco e sul canale Vero in un programma di cucina.
Nel 2013 partecipa alla serie tv Mario, ideata dal comico Maccio Capatonda, nel ruolo della Monna Lisa.
Nel 2014 ha girato il film Le badanti di Marco Pollini, presentato alla Mostra internazionale d'arte cinematografica nell'Hotel Excelsior al Lido di Venezia nel 2014.

## Filmografia

### Cinema
- Il successo è la miglior vendetta (1984)
- Electric Dreams (1984)
- Il fantasma innamorato (1990)
- Under the Sun (1992)
- Acquario, regia di Michele Sordillo (1996)
- Hilary e Jackie (1998)
- Tutti gli uomini del deficiente (1999)
- Immagini - Imagining Argentina (2003)
- Le badanti (2015)

### Televisione
- Nelly's Version (1983) - film TV
- Die Kinder (1990) - serie TV, 1 episodio
- Eldorado (1992-1993) - serie TV, 109 episodi
- Between the Lines (1994) - serie TV, 1 episodio
- Screen One (1994) - serie TV, 1 episodio
- Family (2003) - miniserie TV, 4 episodi
- Auf Wiedersehen, Pet (2004) - serie TV, 1 episodio
- The Virgin Queen (2006) - miniserie TV, 1 episodio
- Mario (2013) - serie tv